# Dinastía Sá Sa
Dinastía Sá Sa es una serie de televisión emitida por Canal 13 desde el 3 de enero hasta el 18 de febrero de 2007. Surgió como un spin off de la telenovela Brujas, emitida por el mismo canal en 2005. Dicha fórmula ya había sido probada por Canal 13 en 1998 con Los Cárcamo, serie derivada de la telenovela Playa salvaje.

## Argumento
La familia de los Sánchez Salinas «Los Sá Sa» ha crecido, algunos se casaron, pero como siempre, siguen viviendo todos juntos, donde la reina es Martuca.
Durante estos 3 años, viajaron por todo el mundo. Se dieron un baño cultural, se nutrieron de todas las maravillas que el mundo presenta. Viajaron a Europa, Las Vegas, Disney, entre otros lugares, para finalmente terminar su baño cultural en Chile.
Siguen siendo una familia muy particular. Se compararon una gran casa en La Dehesa, porque fue en el único lugar donde encontraron una casa donde pudieran vivir todos juntos. Como diría la Martuca, «Los Sa-Sá son una gran familia compuesta por muchas familias chiquititas».

## Elenco
| Personaje                                | Actor/Actriz        | Ref. |
| ---------------------------------------- | ------------------- | ---- |
| Marta Elizabeth Salinas Concha «Martuca» | Solange Lackington  |      |
| Gregorio Sánchez «Goyo»                  | Alejandro Trejo     |      |
| Jackson Salinas «Jack»                   | Víctor Rojas        |      |
| Byron Brandon Denis Sánchez Salinas      | Héctor Morales      |      |
| Sharon Janet Sánchez Salinas             | Antonia Santa María |      |
| Jason Estévez                            | Juan Falcón         |      |
| Gretel Schmiedt                          | Íngrid Cruz         |      |
| Mariana Carvajal                         | Antonella Ríos      |      |
| Irene León                               | Teresita Reyes      |      |